# سولیلا
سولیلا (به لاتین: Solila) یک منطقهٔ مسکونی در ماداگاسکار است که در ایکالاماونی واقع شده‌است. سولیلا ۱۴٬۵۵۳ نفر جمعیت دارد.